# Rebra (Rumunia)
Rebra – wieś w Rumunii, w okręgu Bistrița-Năsăud, w gminie Rebra. W 2011 roku liczyła 3163 mieszkańców.